# Finales NBA 1979
Navigation
Finales 1978 Finales 1980
Les finales NBA 1979 sont la dernière série de matchs de la saison 1978-1979 de la NBA et la conclusion des séries éliminatoires (playoffs) de la saison. Le champion de la Conférence Est, les Bullets de Washington rencontrent le champion de la Conférence Ouest les  SuperSonics de Seattle. Au cours de cette revanche, des finales précédentes, les SuperSonics l'emportent quatre victoires à une et empochent leur premier titre et Dennis Johnson est nommé MVP des Finales (meilleur joueur des finales).

## Contexte
Il s'agissait d'une revanche des Finales NBA 1978, remportées par les Bullets 4-3. Seattle a fait un échange clé durant l'intersaison, en envoyant Marvin Webster aux Knicks de New York pour Lonnie Shelton. En dehors de cela, les effectifs des deux équipes sont restés pratiquement intactes. Contrairement à l'année précédente, les deux équipes ont terminé premières de leur conférence, avec les Bullets en tête de la ligue avec 54 victoires; les Sonics avec 52 victoires. En playoffs, Seattle a vaincu les Lakers de Los Angeles 4-1 et les Suns de Phoenix 4-3, tandis que Washington avait un parcours plus difficile, éliminant les Hawks d'Atlanta dans une série de sept matchs et revenant d'un déficit de 3-1 pour éliminer les Spurs de San Antonio en sept matchs.

## Classements de la saison régulière
| Champion de division | Qualifié pour les playoffs | Non qualifié pour les playoffs |

| Conférence Est | Conférence Est              | Conférence Est | Conférence Est | Conférence Est |
| No             | Franchise                   | Vic.           | Déf.           | PCT            |
| -------------- | --------------------------- | -------------- | -------------- | -------------- |
| 1              | Bullets de Washington       | 54             | 28             | 65.9           |
| 2              | Spurs de San Antonio        | 48             | 34             | 58.5           |
| 3              | 76ers de Philadelphie       | 47             | 35             | 57.3           |
| 4              | Rockets de Houston          | 47             | 35             | 57.3           |
| 5              | Hawks d'Atlanta             | 46             | 36             | 56.1           |
| 6              | Nets du New Jersey          | 37             | 45             | 45.1           |
|                |                             |                |                |                |
| 7              | Knicks de New York          | 31             | 51             | 37.8           |
| 8              | Cavaliers de Cleveland      | 30             | 56             | 36.6           |
| 8              | Pistons de Détroit          | 30             | 52             | 36.6           |
| 10             | Celtics de Boston           | 29             | 53             | 35.4           |
| 11             | Jazz de La Nouvelle-Orléans | 26             | 56             | 31.7           |

| Conférence Ouest | Conférence Ouest          | Conférence Ouest | Conférence Ouest | Conférence Ouest |
| No               | Franchise                 | Vic.             | Déf.             | PCT              |
| ---------------- | ------------------------- | ---------------- | ---------------- | ---------------- |
| 1                | SuperSonics de Seattle C  | 52               | 30               | 63.4             |
| 2                | Kings de Kansas City      | 48               | 34               | 58.5             |
| 3                | Suns de Phoenix           | 50               | 32               | 61.0             |
| 4                | Nuggets de Denver         | 47               | 35               | 57.3             |
| 5                | Lakers de Los Angeles     | 47               | 35               | 57.3             |
| 6                | Trail Blazers de Portland | 45               | 37               | 54.9             |
|                  |                           |                  |                  |                  |
| 7                | Clippers de San Diego     | 43               | 39               | 52.4             |
| 8                | Pacers de l'Indiana       | 38               | 44               | 46.3             |
| 9                | Bucks de Milwaukee        | 38               | 44               | 46.3             |
| 10               | Warriors de Golden State  | 38               | 44               | 46.3             |
| 11               | Bulls de Chicago          | 31               | 51               | 37.8             |

C - Champions NBA

### Tableau des playoffs
|  | Premier tour     | Premier tour              | Premier tour           |                       |                       | Demi-finales de Conférence | Demi-finales de Conférence | Demi-finales de Conférence |  |   | Finales de Conférence  | Finales de Conférence | Finales de Conférence |   |  | Finales NBA | Finales NBA | Finales NBA |
|  |                  |                           |                        |                       |                       |                            |                            |                            |  |   |                        |                       |                       |   |  |             |             |             |
|  |                  |                           |                        |                       |                       |                            |                            |                            |  |   |                        |                       |                       |   |  |             |             |             |
|  |                  | 1                         | Bullets de Washington  | 4                     |                       |                            |                            |                            |  |   |                        |                       |                       |   |  |             |             |             |
|  |                  |                           |                        | 4                     |                       |                            |                            |                            |  |   |                        |                       |                       |   |  |             |             |             |
|  |                  |                           | 5                      | Hawks d'Atlanta       | 3                     |                            |                            |                            |  |   |                        |                       |                       |   |  |             |             |             |
|  | 4                | Rockets de Houston        | 5                      | Hawks d'Atlanta       | 3                     | 0                          |                            |                            |  |   |                        |                       |                       |   |  |             |             |             |
|  | 4                | Rockets de Houston        |                        |                       |                       | 0                          |                            |                            |  |   |                        |                       |                       |   |  |             |             |             |
|  | 5                | Hawks d'Atlanta           | 2                      |                       |                       |                            |                            |                            |  |   |                        |                       |                       |   |  |             |             |             |
|  | 5                | Hawks d'Atlanta           | 2                      |                       |                       |                            |                            |                            |  | 1 | Bullets de Washington  | 4                     |                       |   |  |             |             |             |
|  | Conférence Est   |                           |                        |                       |                       |                            |                            |                            |  | 1 | Bullets de Washington  | 4                     |                       |   |  |             |             |             |
|  |                  | 2                         | Spurs de San Antonio   | 3                     |                       |                            |                            |                            |  |   |                        |                       |                       |   |  |             |             |             |
|  | 3                | 2                         | Spurs de San Antonio   | 3                     | 76ers de Philadelphie | 2                          |                            |                            |  |   |                        |                       |                       |   |  |             |             |             |
|  | 3                |                           |                        |                       | 76ers de Philadelphie | 2                          |                            |                            |  |   |                        |                       |                       |   |  |             |             |             |
|  | 6                | Nets du New Jersey        | 0                      |                       |                       |                            |                            |                            |  |   |                        |                       |                       |   |  |             |             |             |
|  | 6                | Nets du New Jersey        | 0                      |                       | 3                     | 76ers de Philadelphie      | 3                          |                            |  |   |                        |                       |                       |   |  |             |             |             |
|  |                  |                           |                        |                       | 3                     | 76ers de Philadelphie      | 3                          |                            |  |   |                        |                       |                       |   |  |             |             |             |
|  |                  |                           | 2                      | Spurs de San Antonio  | 4                     |                            |                            |                            |  |   |                        |                       |                       |   |  |             |             |             |
|  |                  |                           | 2                      | Spurs de San Antonio  | 4                     |                            |                            |                            |  |   |                        |                       |                       |   |  |             |             |             |
|  |                  |                           |                        |                       |                       |                            |                            |                            |  |   |                        |                       |                       |   |  |             |             |             |
|  |                  |                           |                        |                       |                       |                            |                            |                            |  |   |                        |                       |                       |   |  |             |             |             |
|  |                  |                           |                        |                       |                       |                            |                            |                            |  |   |                        | E1                    | Bullets de Washington | 1 |  |             |             |             |
|  |                  |                           |                        |                       |                       |                            |                            |                            |  |   |                        |                       |                       |   |  |             |             |             |
|  |                  | O1                        | SuperSonics de Seattle | 4                     |                       |                            |                            |                            |  |   |                        |                       |                       |   |  |             |             |             |
|  |                  | O1                        | SuperSonics de Seattle | 4                     |                       |                            |                            |                            |  |   |                        |                       |                       |   |  |             |             |             |
|  |                  |                           |                        |                       |                       |                            |                            |                            |  |   |                        |                       |                       |   |  |             |             |             |
|  |                  |                           |                        |                       |                       |                            |                            |                            |  |   |                        |                       |                       |   |  |             |             |             |
|  |                  | 1                         | SuperSonics de Seattle | 4                     |                       |                            |                            |                            |  |   |                        |                       |                       |   |  |             |             |             |
|  |                  |                           |                        | 4                     |                       |                            |                            |                            |  |   |                        |                       |                       |   |  |             |             |             |
|  |                  |                           | 5                      | Lakers de Los Angeles | 1                     |                            |                            |                            |  |   |                        |                       |                       |   |  |             |             |             |
|  | 4                | Nuggets de Denver         | 5                      | Lakers de Los Angeles | 1                     | 1                          |                            |                            |  |   |                        |                       |                       |   |  |             |             |             |
|  | 4                | Nuggets de Denver         |                        |                       |                       | 1                          |                            |                            |  |   |                        |                       |                       |   |  |             |             |             |
|  | 5                | Lakers de Los Angeles     | 2                      |                       |                       |                            |                            |                            |  |   |                        |                       |                       |   |  |             |             |             |
|  | 5                | Lakers de Los Angeles     | 2                      |                       |                       |                            |                            |                            |  | 1 | SuperSonics de Seattle | 4                     |                       |   |  |             |             |             |
|  | Conférence Ouest |                           |                        |                       |                       |                            |                            |                            |  | 1 | SuperSonics de Seattle | 4                     |                       |   |  |             |             |             |
|  |                  | 3                         | Suns de Phoenix        | 3                     |                       |                            |                            |                            |  |   |                        |                       |                       |   |  |             |             |             |
|  | 3                | 3                         | Suns de Phoenix        | 3                     | Suns de Phoenix       | 2                          |                            |                            |  |   |                        |                       |                       |   |  |             |             |             |
|  | 3                |                           |                        |                       | Suns de Phoenix       | 2                          |                            |                            |  |   |                        |                       |                       |   |  |             |             |             |
|  | 6                | Trail Blazers de Portland | 1                      |                       |                       |                            |                            |                            |  |   |                        |                       |                       |   |  |             |             |             |
|  | 6                | Trail Blazers de Portland | 1                      |                       | 3                     | Suns de Phoenix            | 4                          |                            |  |   |                        |                       |                       |   |  |             |             |             |
|  |                  |                           |                        |                       | 3                     | Suns de Phoenix            | 4                          |                            |  |   |                        |                       |                       |   |  |             |             |             |
|  |                  |                           | 2                      | Kings de Kansas City  | 1                     |                            |                            |                            |  |   |                        |                       |                       |   |  |             |             |             |
|  |                  |                           | 2                      | Kings de Kansas City  | 1                     |                            |                            |                            |  |   |                        |                       |                       |   |  |             |             |             |
|  |                  |                           |                        |                       |                       |                            |                            |                            |  |   |                        |                       |                       |   |  |             |             |             |

## Effectifs

### Bullets de Washington
| Effectif des Bullets de Washington 1978-1979 |
| --- |
| 10 Bob Dandridge • 11 Elvin Hayes • 14 Tom Henderson • 15 Charles Johnson • 22 Roger Phegley • 25 Mitch Kupchak • 32 Larry Wright • 35 Kevin Grevey • 40 Dave Corzine • 41 Wes Unseld • 42 Greg Ballard • 45 Phil Chenier Entraîneur : Dick Motta |

### SuperSonics de Seattle
| Effectif des SuperSonics de Seattle 1978-1979 |
| --- |
| 1 Gus Williams • 8 Lonnie Shelton • 10 Joe Hassett • 11 Dick Snyder • 21 Dennis Awtrey • 22 Jackie Robinson • 23 Tom LaGarde • 24 Dennis Johnson (MVP Finales) • 27 John Johnson • 32 Fred Brown • 35 Paul Silas • 42 Wally Walker • 43 Jack Sikma Entraîneur : Lenny Wilkens |

## Résumé de la finale NBA
| Match  | Date     | Équipe à domicile   | Résultat      | Équipe extérieure   |
| ------ | -------- | ------------------- | ------------- | ------------------- |
| Game 1 | 20 mai   | Washington Bullets  | 99–97 (1–0)   | Seattle SuperSonics |
| Game 2 | 24 mai   | Washington Bullets  | 82–92 (1–1)   | Seattle SuperSonics |
| Game 3 | 27 mai   | Seattle SuperSonics | 105–95 (2–1)  | Washington Bullets  |
| Game 4 | 29 mai   | Seattle SuperSonics | 114–112 (3–1) | Washington Bullets  |
| Game 5 | 1er juin | Washington Bullets  | 93–97 (1–4)   | Seattle SuperSonics |